# Bürökgémorr
A bürökgémorr (Erodium cicutarium) a gólyaorrvirágúak (Geraniales) rendjébe, a gólyaorrfélék (Geraniaceae) családjába tartozó kétszikű, egy- vagy kétnyári növényfaj. Nevét hosszú, gémcsőrre emlékeztető terméséről, valamint a bürökhöz hasonló leveleiről kapta. Kertekben, szántón, száraz gyepekben, utak mentén gyakori gyomnövény.
10–40 cm-esre nő meg.
Szétterülő, szőrös vagy mirigyes növény. Levelei szórt állásúak, szárnyasan szeldeltek, a levélszárnyak ismét egy- vagy kétszeresen szeldeltek, a cimpák hegyesek. A virág pirosas vagy lilás rózsaszín. A terméses csésze 1 cm-nél rövidebb, a csőr 3–5 cm hosszú. A termés az érés során felhasad, a részterméskék csőre spirálisan feltekeredik, kiszáradáskor pedig kitekeredik, a magvakat messzire szórva.
A virágok és a termések egyszerre is jelen lehetnek.

## Gyógyhatása
Erős vérzéscsillapító hatása miatt főleg a nőgyógyászatban használják, de forrázatát vizelethajtónak, menstruációs vérzések csillapítására, bélhurut, gyomorvérzés és bélvérzés ellen, és alacsony vérnyomás emelésére is alkalmazzák.

## Képek

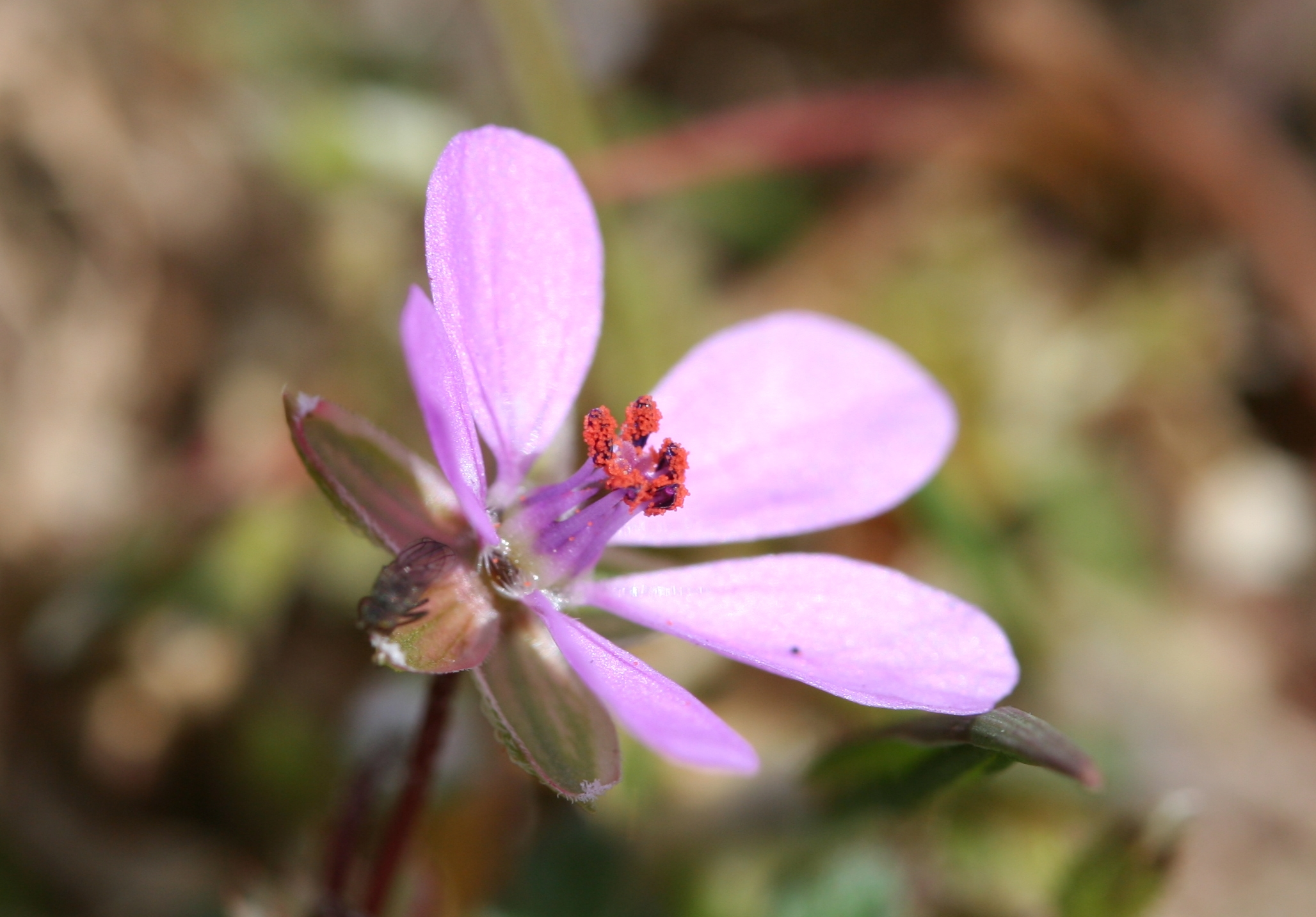
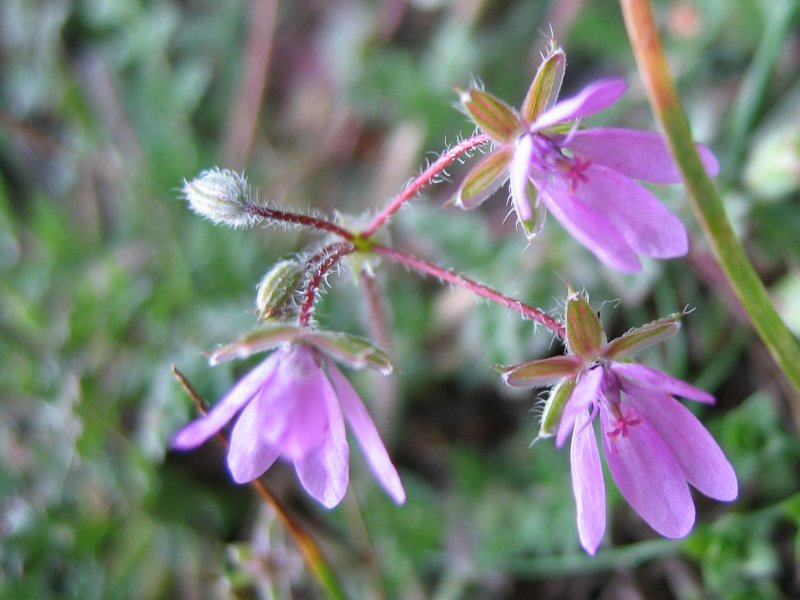
Kristian Peters fotója
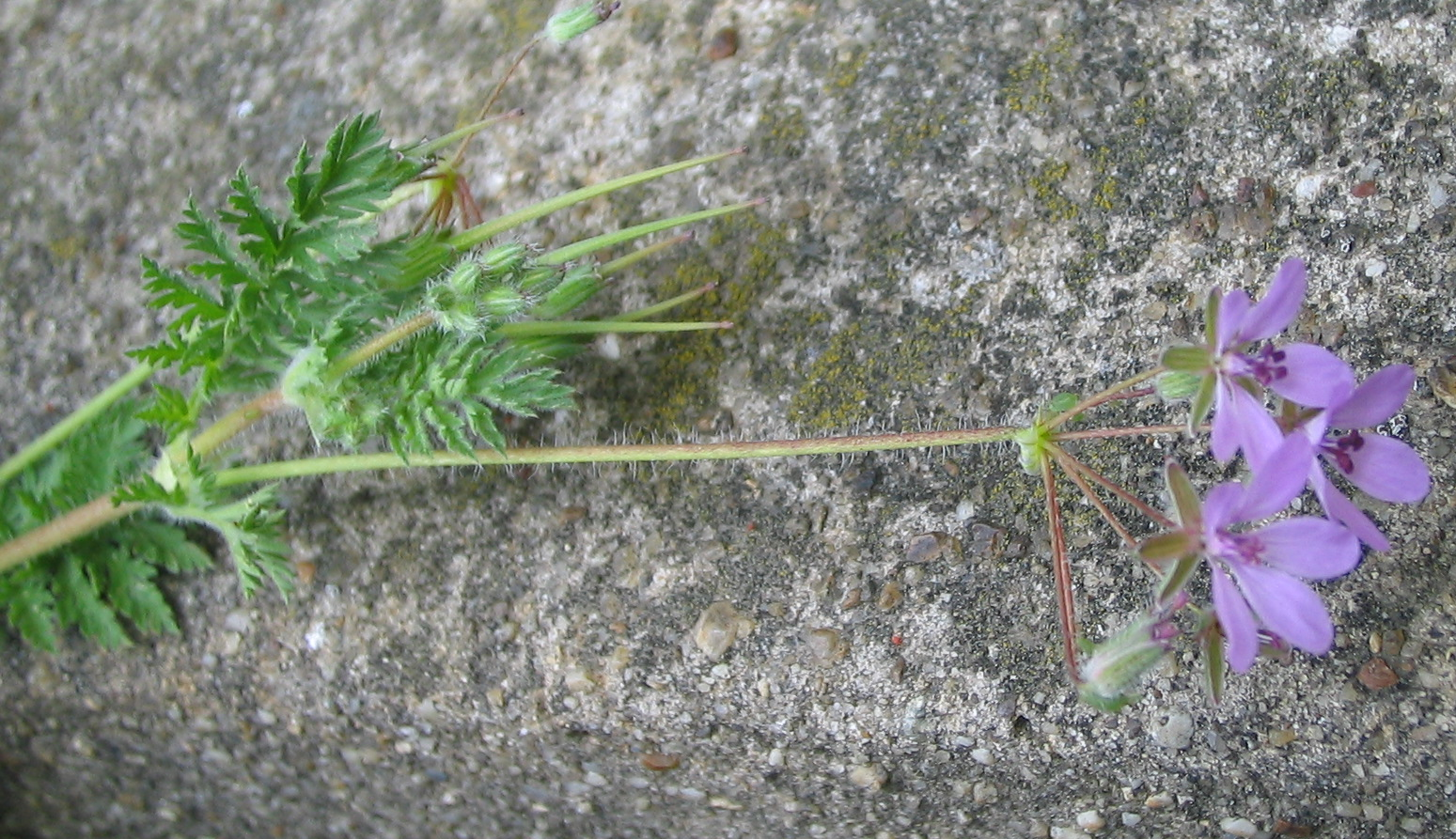
Virág és termés
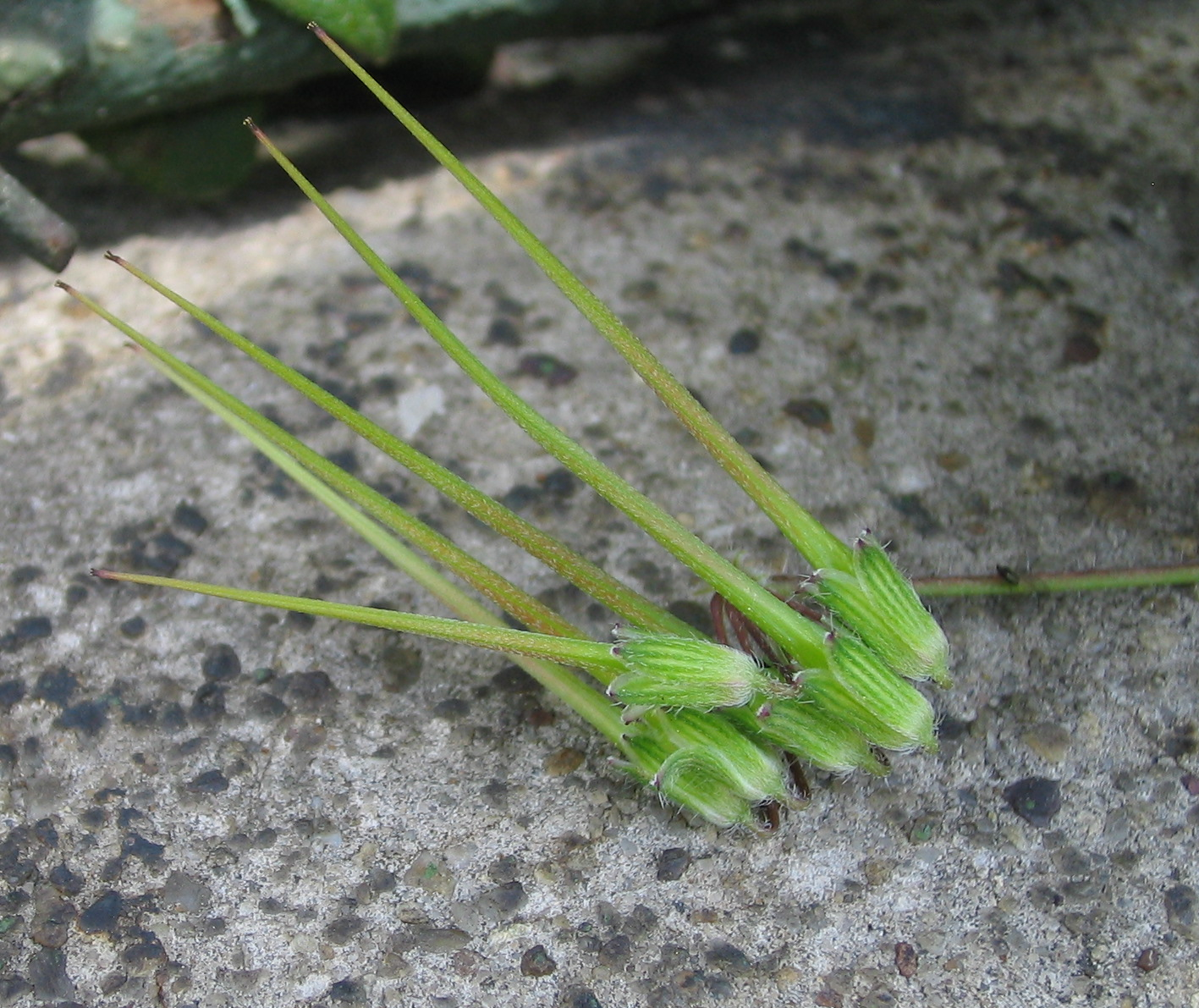
Gólyaorrtermés
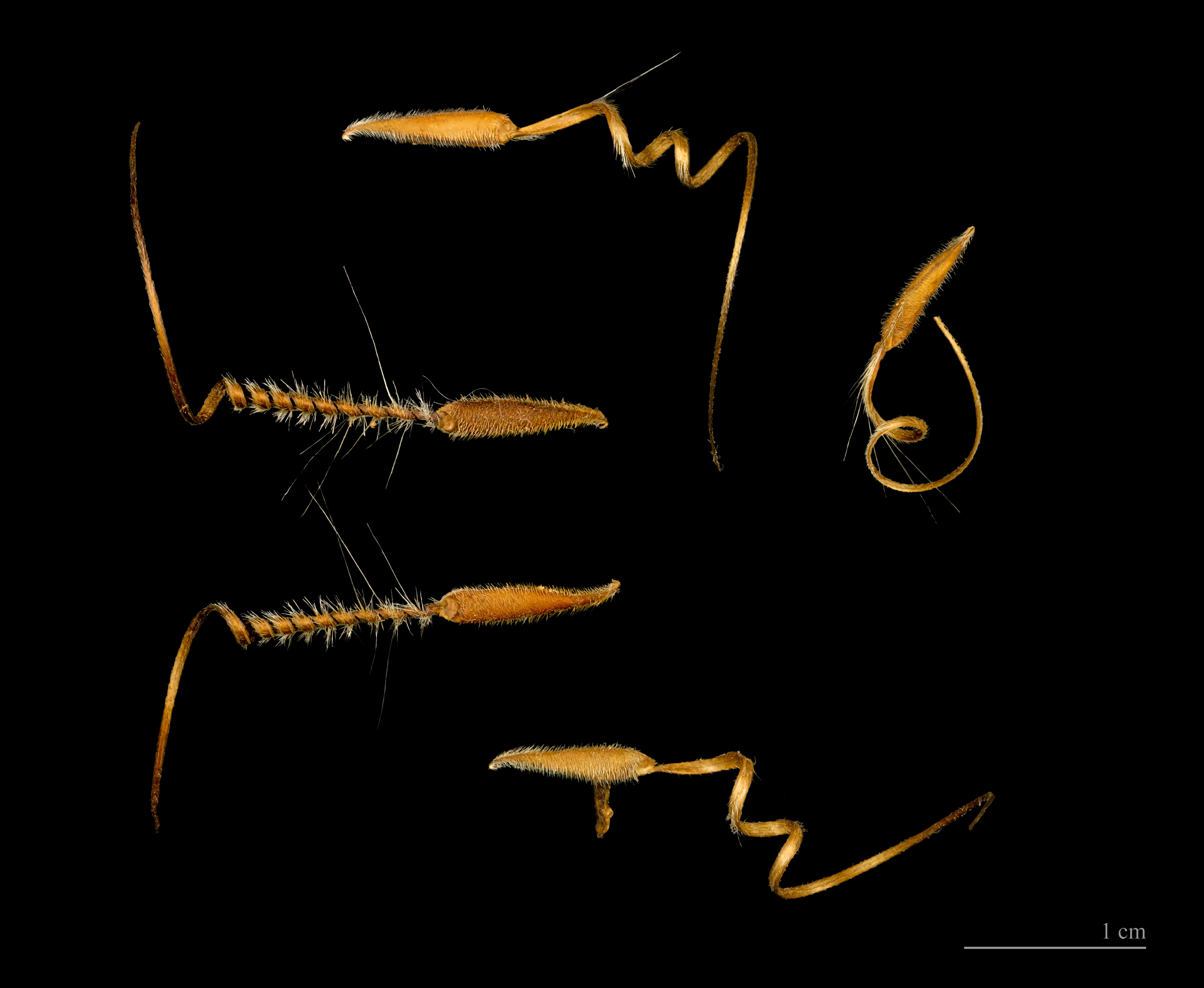
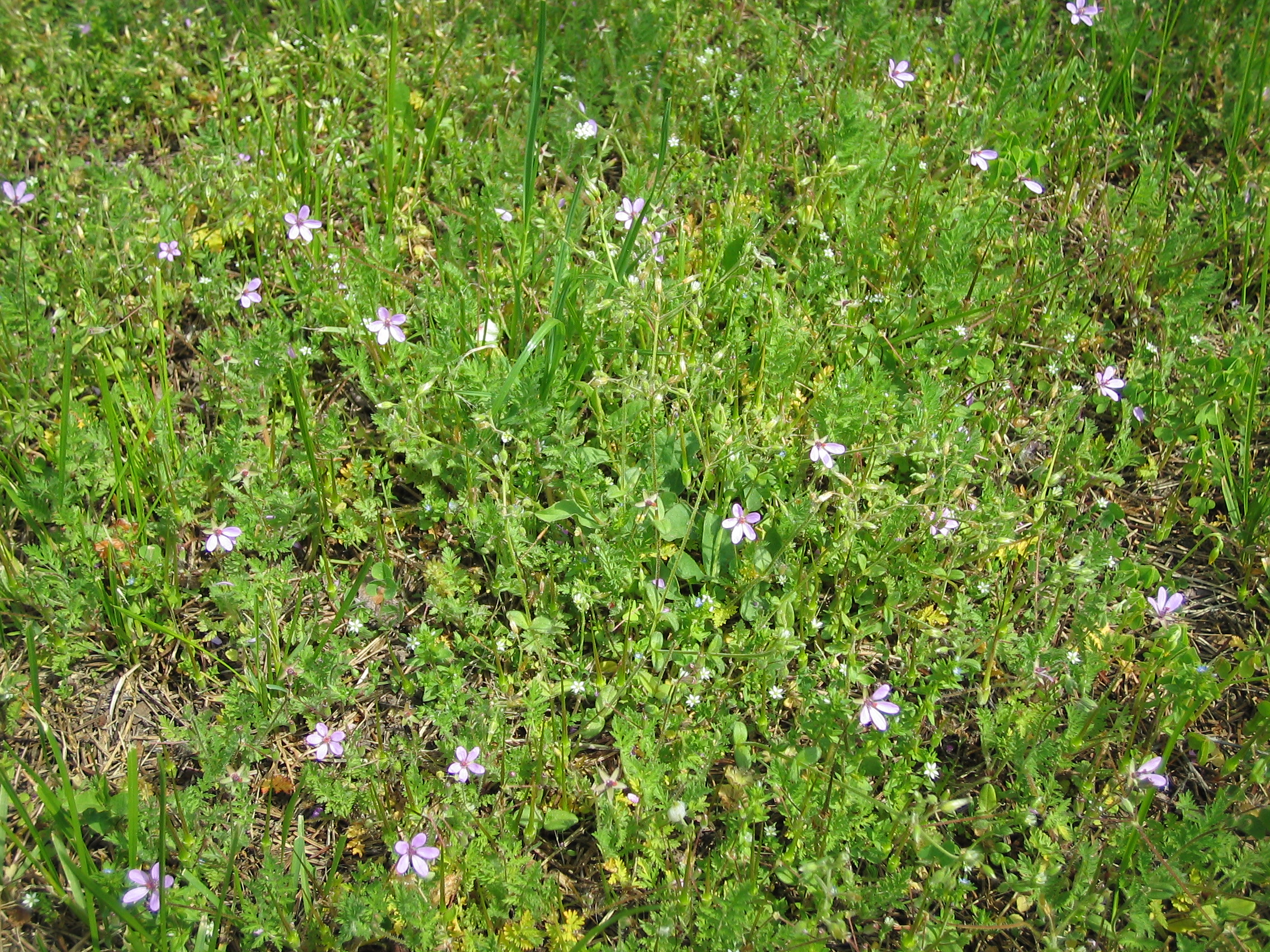
Virágzó bürökgémorrok
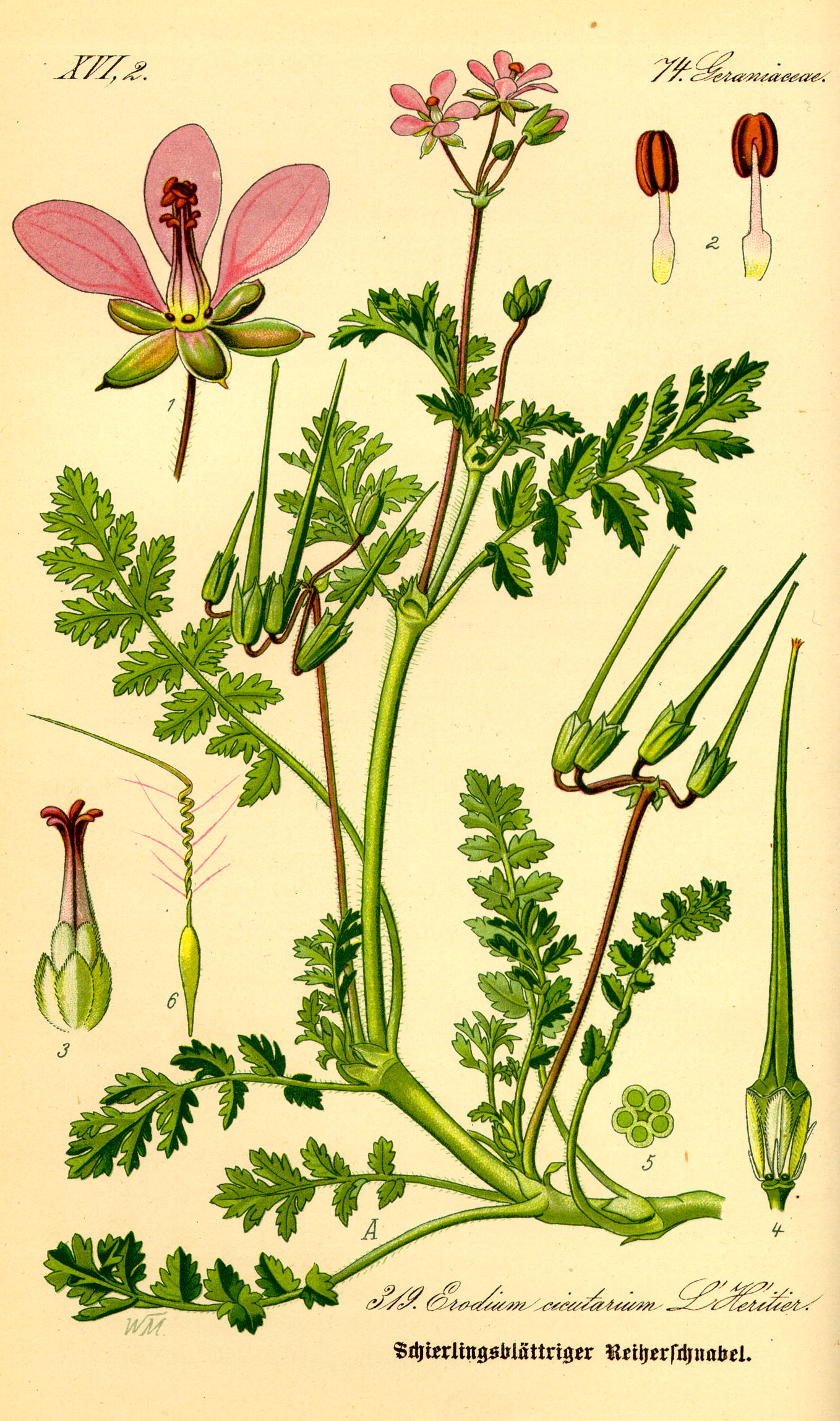
Illusztráció